# Anne-Marie Palm-Johansen
Anne-Marie Palm-Johansen (født 3. juni 1977 i København) er en dansk politiker som i 2017 blev valgt til regionsrådet i Region Syddanmark og til Nyborg byråd, begge dele for Dansk Folkeparti.